# Gazice
Gazice je naselje u Općini Brežice u istočnoj Sloveniji. Gazice se nalazi u pokrajini Dolenjskoj i statističkoj regiji Donjoposavskoj. 

## Stanovništvo
Prema popisu stanovništva iz 2002. godine Gazice su imale 102 stanovnika.

### Etnički sastav
1991. godina:
- Slovenci: 64 (81%)
- Romi: 15 (19%)

## Vanjske poveznice
- Satelitska snimka naselja  Arhivirana inačica izvorne stranice od 29. srpnja 2017. (Wayback Machine)